# Aztèques d'Asbestos
Pour les articles homonymes, voir Aztèque (homonymie).
Les Aztèques d'Asbestos sont une équipe de hockey sur glace ayant évolué dans la Ligue de hockey semi-professionnel du Québec de 1997 à 2003.

## Historique
L'équipe fut créée en 1997 sous le nom d'Aztèques. Elle fait ses débuts dans la Ligue de hockey semi-professionnelle du Québec lors de la saison 1997-1998, terminant dernier de la division centrale avec un bilan de 13-20-5. La saison suivante, l'équipe termine troisième de leur division, seulement devant les Papetiers de Windsor, et améliore leur fiche de l'an dernier en obtenant un bilan de 15-17-4. En 1999-2000, la ligue est maintenant divisée en deux division; la division Nike et division Bauer. Les Aztèques connaissent une bonne saison, terminant à la troisième place de la division Bauer et obtenant leur premier bilan positif avec une fiche de 24-10-4. Elle prit le nom de Dubé d'Asbestos pour les saisons 2000-01 et 2001-02 avant d'être dissoute en 2003.

### Saisons en LNAH
Note: PJ : parties jouées, V : victoires, D : défaites, N : matchs nuls, DP : défaite en prolongation, DF : défaite en fusillade, Pts : Points, BP : buts pour, BC : buts contre, Pun : minutes de pénalité
| Saison  | PJ | V  | D  | N | DP | DF | Pts | Classement                | Séries éliminatoires |
| ------- | -- | -- | -- | - | -- | -- | --- | ------------------------- | -------------------- |
| 1997-98 | 38 | 13 | 20 | 5 | 0  | 0  | 31  | 4e place, Division QSPHLC | -                    |
| 1998-99 | 36 | 15 | 17 | 4 | 0  | 0  | 34  | 3e place, Division QSPHLC | -                    |
| 1999-00 | 38 | 24 | 10 | 4 | 0  | 0  | 52  | 3e place, Division QSPHLB | ?                    |
| 2000-01 | 44 | 24 | 15 | 2 | 3  | 0  | 53  | 3e place, Division QSPHLE | ?                    |
| 2001-02 | 44 | 14 | 26 | 3 | 1  | 0  | 32  | 7e place, Division QSPHLO | ?                    |
| 2002-03 | 52 | 13 | 35 | 2 | 2  | 0  | 30  | 8e place, Division Ouest  | Défaite 1er ronde    |